# Лінда Муллалі Гант

Лінда Муллалі Гант

Лінда Муллалі Гант (англ. Lynda Mullaly Hunt) — американська письменниця і лауреатка двадцяти державних премій, цікавим є те, що вона — авторка всього трьох книг: «Скоро розпогодиться», «Риба на дереві» та «Щось для Мерфі».

###### Дитинство та особисте життя
Лінда Гант закінчила середню школу Конарда у Вест-Гартфорді штату Коннектикут. У дитинстві вона мала великі труднощі із читанням. У шостому класі її учителем був Костянтин Крісті, про якого вона згадує і зараз: "Тепер, пропрацювавши у школі протягом десяти років, я ще більше розумію, яким феноменальним учителем він був насправді. Він часто затягував дітей до сусідньої кімнати для коротких «балачок», учасником яких часто бувала і я. 

Лінда Муллалі Гант у дитинстві

 Він знав, коли бути серйозним, а коли смішним, знав, коли запропонувати допомогу, а коли посприяти самостійності. І він знав, коли просто запитати: «Як справи?»
Дівчинка не була дуже розумною, вчителі відзначали її повільність, але була дуже творчою. Уже закінчивши шостий клас маленька Лінда мала мрію стати вчителем і допомагати дітям так, як їй допоміг містер Крісті, змінивши повністю її уявлення про себе. Тому після закінчення школи Лінда Муллалі Гант стала студенткою Коннектикутського університету, закінчила його у 1996 році й отримала два дипломи: вчителя музики та вчителя англійської мови. Колись, навчаючись на другому курсі, вона зустріла улюбленого вчителя містера Крісті в ресторані «AC Petersen Farms», який також згадується в книзі й висловила свою вдячність. Працюючи вчителем, вона зрозуміла наскільки любить писати просто для задоволення: «Здебільшого я писала коротенькі історії з помилками, щоб на уроці дати дітям червоні ручки, сказати  поставити мені „F“, якщо вони хочуть. Але була одна умова — вони обов'язково повинні пояснити, чому поставили мені таку оцінку. Діти насолоджувалися можливістю підловити вчителя, тож копали глибоко. Як не дивно, це було дуже весело».
У 2006 році у Лінди Муллалі Гант народилася донька, і вона пішла у декретну відпустку. Пізніше у неї народився ще й син, і авторка остаточно вирішила більше не повертатися до своєї викладацької діяльності, а приєднатися до групи письменників у місцевому книжковому магазині.

###### Творчий шлях
Уже через 6 років, у 2012 році, виходить перша її книга «Щось для Мерфі», яка протягом декількох наступних років отримує 19 нагород. Наступні три роки Лінда Гант працює над романом «Риба на дереві», який світ побачив у 2015 році й гідно оцінив – він стає бестселером у всьому світі й отримує 29 нагород. Останньою книгою авторки є роман «Скоро розпогодиться», який вперше вийшов друком у 2019 році.

###### Написання роману "Риба на дереві"
У дитинстві сталася подія, яка наштовхнула її на написання пісень — помер її трирічний брат Майкл Ерік. Дівчинка роками писала пісні про той час, коли він був живий, і про те, куди він пішов після смерті. Вона не вела щоденник, як інші її друзі, а створювала тексти пісень про те, що її хвилювало. 
Іноді в школі містер Крісті знаходив для малої Лінди особливе завдання, наприклад, працювати із першокласником як репетитор із математики. Їй це дуже подобалося, а найбільше вражало те, що містер Крісті думав про неї й після школи, вигадуючи нові завдання чи добираючи нові книжки для читання. Порівнявши ці факти із біографії письменниці й події роману «Риба на дереві» стає зрозуміло, що Костянтин Крісті став прототипом образу містера Деніелса — вчителя головної героїні роману Еллі Нікерсон. «Приблизно на пів шляху написання роману я зрозуміла, що „Риба на дереві“ — це любовний лист до нього та всіх учителів таких, як він», — пише Лінда Гант. Саме тому роман «Риба на дереві» має присвяту: «Вчителям, які спочатку бачать дитину, а потім уже учня; які нагадують нам, що в кожного з нас є що запропонувати цьому світу, а бути іншим важливіше, ніж бути таким, як усі. І дітям, які мають наснагу протистояти викликам, що їх кидає життя, — хоч яким важким. Ви герої. Ця книжка для вас» [с. 5]
Письменниця говорить: «У «Рибі на дереві» мене більше, ніж у будь-якій іншій книзі, над якою я працювала. Є кілька сцен, взятих прямо з мого власного життя; деякі з них було важко описати на папері, тому що мене переповнювали емоції». Хоча Лінда Гант ніколи в дитинстві не проходила ніяких перевірок на визначення дислексії, вона підозрює, що із першого по шостий клас страждала розладом навичок читання, адже читала гірше усіх в класі. А її вчитель, ставивши високі очікування щодо дівчинки, спонукав її досягти цієї планки.
Робота над романом «Риба на дереві» потребувала багатьох досліджень. Лінда Муллалі Гант, створюючи образ Еллі Нікерсон, спілкувалася із людьми, які страждали на дислексію, але ніхто їм не допоміг, поки вони не подорослішали, бо в дитинстві вважали себе не такими, як усі, і приховували свої труднощі; підбирала факти для Альберта, героя, який був ходячою енциклопедією, щоб вони були не лише доречними за змістом, а й цікавими.